# Поростеогнат
Поростеогнат (лат. Porosteognathus) — род среднепермских тероцефалов из семейства ликозухид, включающий единственный вид — Porosteognathus efremovi. Относится к Ишеевской фауне нижнетатарского подъяруса в Татарстане.
Известен по фрагментам черепов, описан Б. П. Вьюшковым в 1952 году. Длина черепа достигала 16 см. Зубная формула обычно указывается как I6-C2-Pc9, что предполагает наличие двух верхних клыков. В действительности второй клык был замещающим. Размеры костей в сборах предполагают наличие полового диморфизма. Является специализированным наземным хищником. Согласно М. Ф. Ивахненко (2001) из ишеевских сборов описаны теменные кости какого-то тероцефала, вероятнее всего — поростеогната.
Эти остатки позволяют установить, что поростеогнат имел два параллельных костных гребня, проходивших по крыше черепа между орбитами очень близко друг к другу. Возможно, гребни служили «рассекателем» для защиты глаз при передвижении в зарослях. С другой стороны, гребни могли отводить тепло от головы. Есть определённое сходство между орнаментацией черепа представителей Burnetiamorpha и поростеогната. Часто поростеогната считают родственником южноафриканского Pristerognathus, но поростеогнат может принадлежать к особой ветви восточноевропейских тероцефалов.